# Tudor Băluță
Tudor Cristian Băluță (ˈtudor kristiˈan bəˈlut͡sə; 27 de març de 1999) és un futbolista professional romanés que juga de centrecampista defensiu o defensa pel Brighton & Hove Albion FC anglés i per l'equip nacional romanés.